# Лахеда
Ла́хеда (эст. Laheda ) — бывшая волость в Эстонии, в составе уезда Пылвамаа.

## Положение
Площадь волости — 91,5 км², численность населения на 1 января 2009 года составляла 1355 человек.
Административный центр волости — деревня Тилси. Помимо этого, на территории волости находятся ещё 10 деревень.